# Таба-Цека
Таба-Цека (сесото Thaba-Tseka) — поселення, адміністративний центр району Таба-Цека в Лесото. Населення — близько 6 тис. осіб.

## Інфраструктура
У місті Таба-Цека зосереджені торгові центри, банк, пошта, організації різних установ, а також лікарня.